# Henotiderus lorna
Henotiderus lorna là một loài bọ cánh cứng trong họ Cryptophagidae. Loài này được Hatch miêu tả khoa học năm 1962.